# Liste der Kreisstraßen in Chemnitz

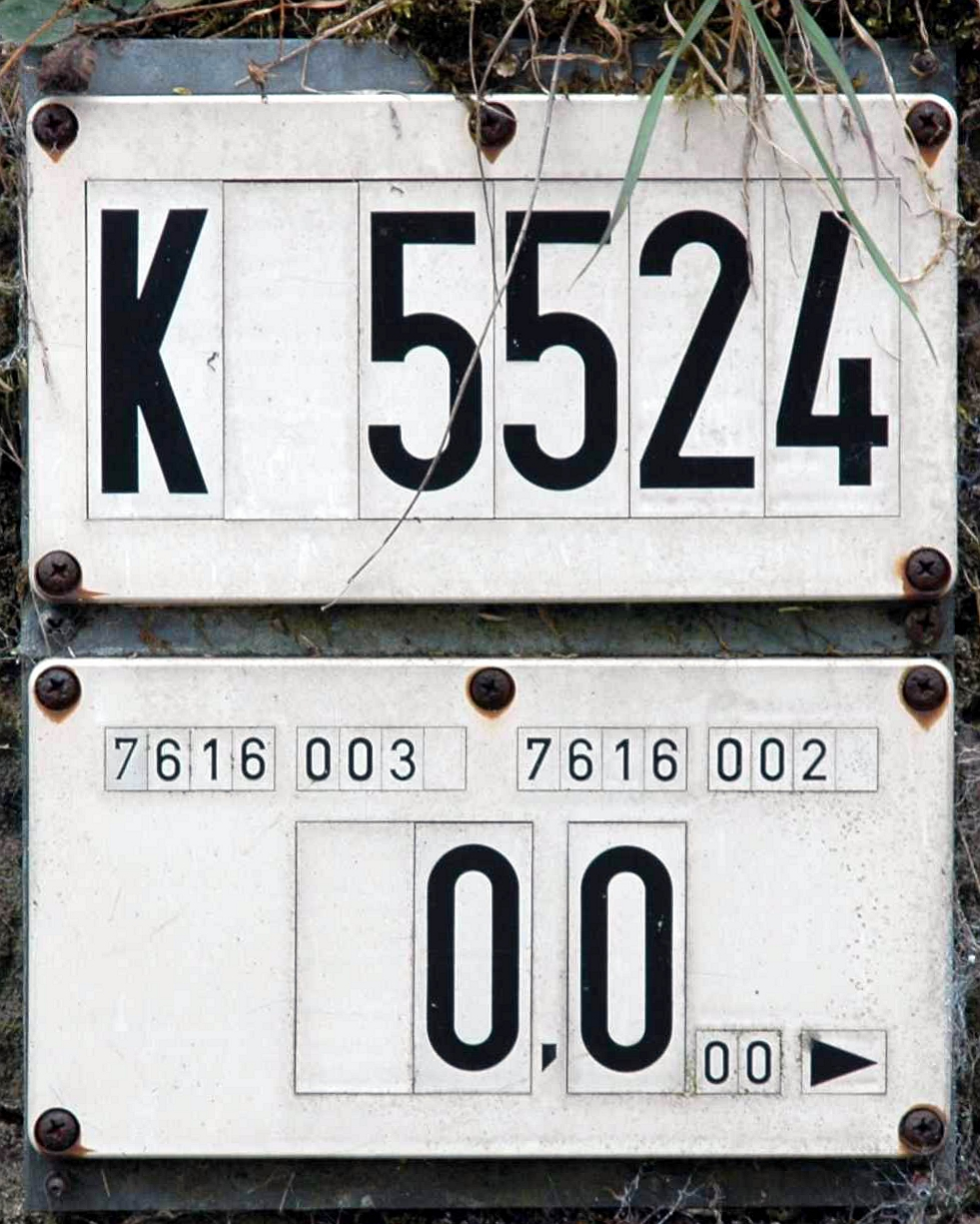
Stationszeichen

Die Liste der Kreisstraßen in Chemnitz ist eine Auflistung der Kreisstraßen in der kreisfreien Stadt Chemnitz.

## Abkürzungen
- K: Kreisstraße
- S: Staatsstraße

## Liste
Die Kreisstraßen behalten die ihnen zugewiesene Nummer nicht bei einem Wechsel in einen anderen Landkreis oder in eine kreisfreie Stadt. Nicht vorhandene bzw. nicht nachgewiesene Kreisstraßen sind kursiv gekennzeichnet, ebenso Straßen und Straßenabschnitte, die unabhängig vom Grund (Herabstufung zu einer Gemeindestraße oder Höherstufung) keine Kreisstraßen mehr sind.
Der Straßenverlauf wird in der Regel von Nord nach Süd und von West nach Ost angegeben.
| Nr.    | Verlauf |
| ------ | --- |
| K 6101 | (K 7304 im Landkreis Zwickau) – Stadtgrenze – Wüstenbrander Straße – Stadtgrenze – (K 7304 im Landkreis Zwickau) (bis zum 31. Dezember 2011)                                                                                |
| K 6103 | (K 7703 im Landkreis Mittelsachsen) – Stadtgrenze – Hauptstraße – K 6111 – Hauptstraße – K 6111 – S 236 |
| K 6104 | – Lichtenwalder Höhe – Stadtgrenze – (K 7704 im Landkreis Mittelsachsen) |
| K 6105 | – Zschopauer Straße – Shakespearestraße – Ferdinandstraße – K 6110 – Ferdinandstraße – Stadtgrenze – (K 7705 im Landkreis Mittelsachsen)                                                                                    |
| K 6108 | (K 8208 im Landkreis Mittelsachsen) – Stadtgrenze – Murschnitz – Burgstädter Straße – K 6152 – Untere Hauptstraße – K 6152 – Chemnitzer Straße – Wittgensdorfer Straße –                                                    |
| K 6110 | – Berbisdorfer Straße – K 6112 – Berbisdorfer Straße – Einsiedler Hauptstraße – S 232 – Einsiedler Hauptstraße – S 232 – Altenhainer Allee – Zschopauer Straße – Altenhainer Dorfstraße – – Altenhainer Dorfstraße – K 6105 |
| K 6111 | S 236 – Eubaer Straße – K 6103 – Hauptstraße – K 6103 – Plauer Straße – Stadtgrenze – (K 7711 im Landkreis Mittelsachsen)                                                                                                   |
| K 6112 | K 6110 – Kemtauer Straße – Stadtgrenze – (K 8812 im Erzgebirgskreis) (bis zum 31. Dezember 2011) |
| K 6115 | S 239 – Klaffenbacher Hauptstraße – – Eibenberger Allee – Stadtgrenze – (K 8815 im Erzgebirgskreis) – Stadtgrenze – Eibenberger Straße – S 232                                                                              |
| K 6151 | S 246 – Leukersdorfer Straße – Stadtgrenze – (K 8803 im Erzgebirgskreis) |
| K 6152 | (K 8252 im Landkreis Mittelsachsen) – Stadtgrenze – Leipziger Straße – S 243 – Obere Hauptstraße – Rathausplatz – K 6108 – Untere Hauptstraße – K 6108 – Untere Hauptstraße –                                               |

## Belege
1. ↑  Amtsblatt der Stadt Chemnitz 47/2011 (Memento des Originals vom 12. November 2016 im Internet Archive)  Info: Der Archivlink wurde automatisch eingesetzt und noch nicht geprüft. Bitte prüfe Original- und Archivlink gemäß Anleitung und entferne dann diesen Hinweis., S. 6
2. ↑  Amtsblatt der Stadt Chemnitz 43/2011 (Memento des Originals vom 12. November 2016 im Internet Archive)  Info: Der Archivlink wurde automatisch eingesetzt und noch nicht geprüft. Bitte prüfe Original- und Archivlink gemäß Anleitung und entferne dann diesen Hinweis., S. 11